# Grandfontaine (Dolny Ren)
Grandfontaine – miejscowość i gmina we Francji, w regionie Grand Est, w departamencie Dolny Ren.
Według danych na rok 1990 gminę zamieszkiwało 351 osób, 9 os./km².
.